# Отчуждение (философия)
Отчуждение (фр. aliénation, нем. Entfremdung, Entäußerung) в философии — категория, выражающая такую объективацию качеств, результатов деятельности и отношений человека, которая противостоит ему как превосходящая сила и превращает его из субъекта в объект ее воздействия.

## Предыстория термина
Тема отчуждения впервые появляется в эпоху барокко и рассматривается сторонниками теории «общественного договора» (Ж.-Ж. Руссо, Дж. Локк, Т. Гоббс, К. А. Гельвеций). Они характеризовали современное им общество как общество отчуждения — делегирования полномочий. Социальные институты в таком обществе (мораль, религия, искусство, также обычаи, привычки — всё, что несёт в себе подчинение общим интересам) являются посредниками между людьми и в силу того, что они есть воплощение воли частных лиц, становятся чуждыми человеку, заставляя его подчиняться частным интересам и развивать свою личность в рамках установленных законов. Эта сила, ставшая над человеком, забирает у него «подлинность», ничего не дав взамен, и он превращается в частичного человека («дробную единицу»). В таком значении «отчуждение» применялось и М. Гессом. Помимо вышеописанных социальных институтов, господствующих над человеком, он отмечает ещё явление денежного фетишизма в обществе: «Деньги — это продукт взаимно отчуждённых людей, отрешённый вовне человек» (М. Гесс «О сущности денег»).

## В философии

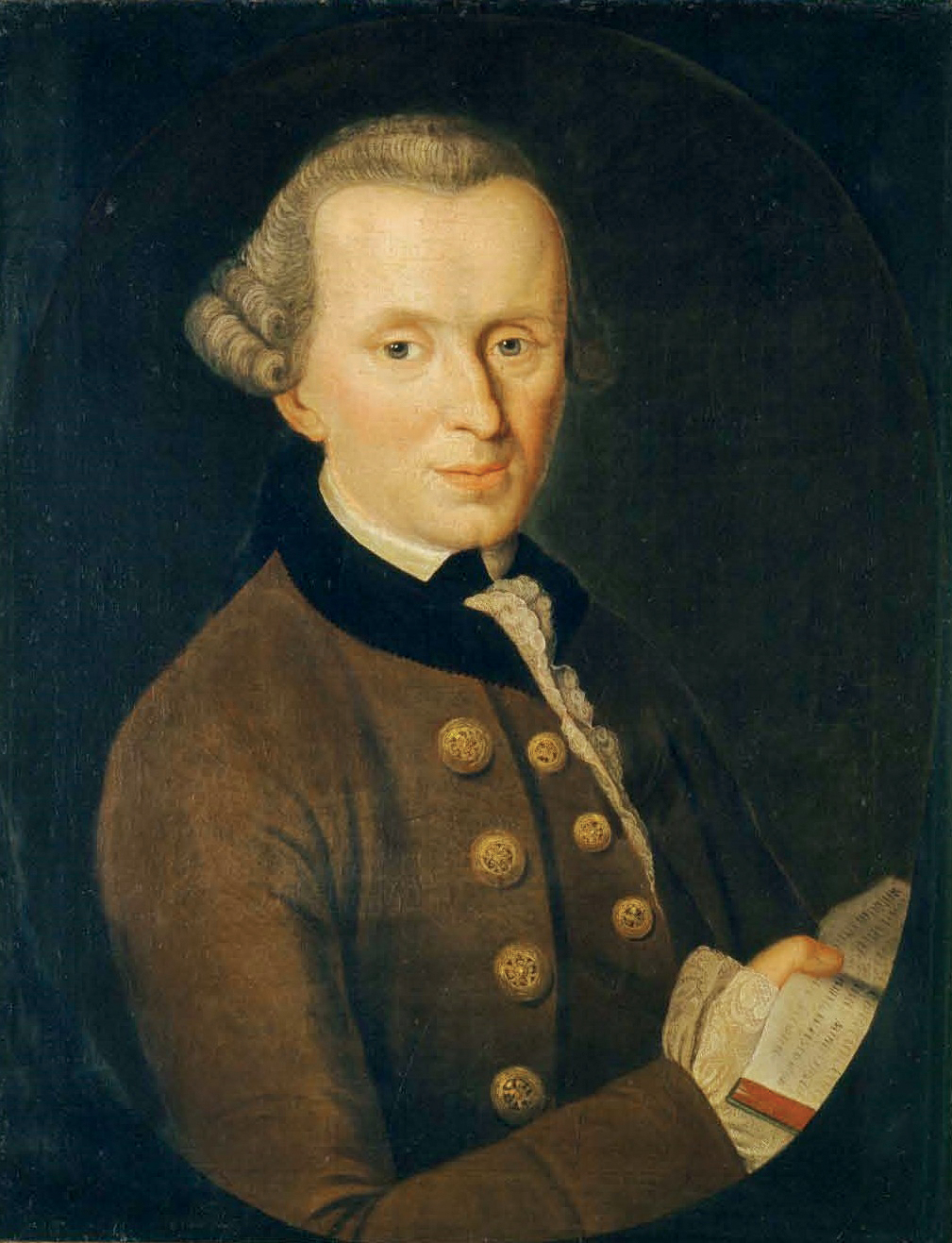
Иммануил Кант. Родоначальник немецкой классической философии.

Проблема появилась в контексте продолжения кантовских рассуждений о мире как отчасти вне опыта конструируемом научным исследовательским сознанием. Наше сознание не просто пассивно постигает мир как он есть на самом деле (догматизм), но разум является активным участником становления самого мира, данного нам в опыте.
Опыт по сути есть синтез того чувственного содержания («материи»), которое даётся миром (вещей в себе) и той субъективной формы, в которой эта материя (ощущения) постигается сознанием. Единое синтетическое целое материи и формы Кант и называет опытом, который по необходимости становится чем-то только субъективным. Именно поэтому Кант различает мир как он есть сам по себе (вне формирующей деятельности разума) — вещь-в-себе, и мир как он дан в явлении, то есть в опыте:67 — 70.

Основная идея Канта и кантианства состоит в том, что человек вообще никогда не может проверить, соответствует ли понятиям, какими он оперирует, что-либо реальное, что-либо находящееся вне его сознания. Аргументация такова: поскольку предмет («вещь в себе») в процессе его осознания преломляется сквозь призму «специфической природы» органов восприятия и рассудка, постольку мы знаем любой предмет лишь в том виде, какой он приобрел в результате такого преломления. «Бытие» вещей вне сознания Кант не отвергал. Отвергал он «лишь» одно — возможность проверить, таковы вещи «на самом деле», какими мы их знаем и осознаем, или же нет. Вещь, какой она дана в сознании, нельзя сравнить с вещью вне сознания. Невозможно сравнивать то, что есть в сознании, с тем, чего в сознании нет; нельзя сопоставлять то, что я знаю, с тем, чего я не знаю, не вижу, не воспринимаю, не осознаю. Прежде, чем я смогу сравнивать свое представление о вещи с вещью, я должен эту вещь также осознать, то есть также превратить в представление. В итоге я всегда сравниваю и сопоставляю представление с представлением, хотя и думаю при этом, что сравниваю представление с вещью. Я всегда сопоставляю представление о вещи с осознанной вещью, то есть уже не с вещью, а с очередным представлением о ней.
— Э. В. Ильенков, Вопрос о тождестве мышления и бытия
в домарксистской философии, «Диалектика – теория познания. Историко-философские очерки». Москва, 1964, с. 21-54

### Фихте
Фихте первым употребил термин «отчуждение» (Entäußerung) в философском смысле, подразумевая два значения: во-первых, что полагание объекта (мира, вещей в себе) есть не что иное, как становление субъекта внешним, во-вторых, что объект следует понимать как ставший внешним разум.
Таким образом Фихте само полагание предметности (окружающего мира, вещей в себе) обозначил как своего рода отчуждение, то есть полагание не-Я (предмета) чистым «Я» выступает у Фихте как отчуждение чистого «Я».

Я сначала продуцирует силою воображения некоторый продукт, а затем начинает его рассматривать как нечто отличное от самого себя, как объект понятия, как не‑Я. На самом же деле под видом не‑Я Я по-прежнему имеет дело лишь с самим собой, рассматривает самое себя как бы со стороны, как в зеркале, как вне себя находящийся объект… Фихте и толкует предмет и его понятие как две различные формы существования одного и того же Я, как результат саморазличения Я в себе же самом. То, что кажется Канту предметом или «вещью в себе» (объектом понятия), есть на самом деле продукт бессознательной, нерефлектирующей деятельности Я, поскольку оно продуцирует силою воображения чувственно созерцаемый образ вещи. Понятие — продукт той же самой деятельности, но протекающей с сознанием хода и смысла собственных действий.
— Э. В. Ильенков, Диалектическая логика. Очерк четвертый.

### Шеллинг
То, что Гегель позже назовет «отчуждением» (Entäußerung), Шеллинг называл «обусловливанием» (Bedingen).

Обусловливание означает действие, посредством которого нечто превращается в вещь (Ding); обусловленное (bedingt) означает то, что стало вещью; тем самым становится ясным, что ничто не может быть положено как вещь через себя самое, то есть что безусловная вещь (unbe-dingtes Ding) представляет собой противоречие. Безусловное (Unbedingt) есть как раз то, что совершенно не превращаемо в вещь, в принципе не может быть превращено в вещь.
— Ф. Шеллинг, Schelling F. Werke. Bd. I. S. 166.

### Гегель

#### Отчуждение
Согласно Лукачу, у молодого Гегеля термин «позитивность» («Positivität») обозначал установление или свод мыслей, которые, будучи мертвой объективностью, противостояли субъективности человеческой практики как нечто чуждое. Историческая конкретность достигается параллельно с переработкой Гегелем теоретических результатов английской классической политической экономии. В ходе борьбы с субъективным идеализмом, а затем и с объективным идеализмом Шеллинга Гегель создает философскую терминологию для философского обобщения тех форм социальной предметности, которые были выработаны им благодаря изучению политической экономии и истории.
В ходе этого развития понятия Entäußerung и Entfremdung становятся в гегелевской системе центральными. Взятые сами по себе, эти термины не содержат нового. Они представляют собой немецкий перевод английского слова alienation, которое использовалось как в английской политической экономии для обозначения выброса товаров на рынок (Verausserung), так и во многих естественно-правовых теориях общественного договора для обозначения утраты первоначальной свободы, передачи индивидуальной свободы обществу, возникающему вследствие заключения договора. В «Феноменологии» «отчуждение» (Entäußerung) как понятие выходит далеко за пределы своей первоначальной сферы употребления, за пределы политической экономии и социальной философии.
В гегелевском понятии «отчуждения» (Entäußerung) различаются три ступени. Во-первых, существует предельно общий философский смысл понятия «отчуждение». Философски «отчуждение» (Entäußerung) означает то же, что «вещность» (Dingheit) или «предметность» (Gegenstandlichkeit): оно представляет собой форму, в которой получает философское выражение история возникновения предметности, предметность как диалектический момент на пути самотождественного субъект-объекта через «отчуждение» (Entäußerung) к самому себе.
Во-вторых, речь идет о специфически капиталистической форме «отчуждения» (Entäußerung), о том, что Карл Маркс позже назовет фетишизмом.
В-третьих, это сложное субъект-объектное отношение, связанное с любым видом труда, с экономической и социальной деятельностью человека.

##### Снятие отчуждения у Гегеля
С точки зрения Гегеля, которую он доказывает в «Феноменологии духа», и человеческий дух, и чувственная, вне него существующая реальность представляют собою не две разные реальности, а две формы и противоположности в деятельности мирового духа. Человеческий дух (мировой дух в человеке) преодолевает своей деятельностью противоположность между собой и реальностью, приобщаясь к жизни абсолютного субъекта, духа, идеи, бога.

В непосредственном наличном бытии духа, в сознании, есть два момента: момент знания и момент негативной по отношению к знанию предметности. Так как дух развивается и раскрывает свои моменты в этой стихии, то им свойственна эта противоположность и все они выступают как формы (Gestalten) сознания. Наука, идущая этим путем, есть наука опыта, совершаемого сознанием; субстанция рассматривается в том виде, в каком она и ее движение составляют предмет сознания. Сознание знает и имеет понятие только о том, что есть у него в опыте; ибо в опыте есть только духовная субстанция, и именно как предмет ее самости. Но дух становится предметом, ибо он и есть это движение, состоящее в том, что он становится для себя чем-то иным, то есть предметом своей самости, и что он снимает это инобытие.
— Гегель, "Феноменология духа", Соч. Т. IV. С. 19.
Гегель отождествлял «отчуждение» (Entäußerung) с «вещностью», или предметностью. Реальность вне человека это продукт творческой деятельности мирового духа: отчуждения себя, опредмечивания себя, овеществления себя логической идеей.
Если реальный чувственно-данный мир представляет собою нечто производное от деятельности этого духа, если человеческий дух в своем развитии воспроизводит его развитие и проходит те же ступени, что и божественный логический разум, то человеческий дух должен сообразоваться со своей собственной логической природой в развитии и изменении своих отношений с чувственной реальностью.
Человеческий дух, побуждаемый своими внутренними противоречиями, то есть имманентными противоречиями самой природы духа, вырабатывает представление о том, каким должен быть чувственный мир «по истине» в противоположность представлению о том, каким он является налично, дан эмпирически. Новое, более высокое представление отчуждается этим духом вовне, а предмет приводится в соответствие с представлением в процессе «опредмечивания» представления как идеальной цели. Человеческий дух ставит перед собой, делает предметом своего чувственного созерцания свое собственное произведение, свое собственное представление о предмете.
Опредметив свое представление о том, каков предмет по истине, сделав его в предмете, логический дух в человеческом сознании снова стремится понять разницу между образом, который дан чувственно, и тем, каков предмет поистине, в сущности. Новая противоположность возникает между представлением, которое человек уже воплотил, и новым представлением-продуктом логической деятельности сознания. Гегель исходит не из того, что сознание не учло какие-то стороны предмета, и потому наткнулось на их сопротивление и обнаружило их, а из того, что оно нарушило какие-то правила логики и обнаружило эти правила. Новый цикл снова завершается актом чувственно-практического целесообразного преобразования предмета, целью которого выступает чисто логически выработанное представление о предмете поистине.
С точки зрения Гегеля этот процесс (в частности, процесс труда) является процессом «отчуждения» представления об «истинной природе» предмета. Гегель считал, что человеческое сознание не может развиваться, не противопоставляя себе продукт логической деятельности в виде чувственно-воспринимаемого предмета, то есть нуждается в совершении практического преобразования предмета и воплощении в нем собственного представление, приведении чувственного облика предмета в соответствие с «его понятием».
Весь процесс развития (опредмечивания и распредмечивания целенаправленной воли людей то есть самосознания) Гегель объясняет как процесс выявления собственной логической природы ума человека. Эмпирический облик предмета, который человек признает по логическом размышлении несоответствующим подлинной природе предмета, это не что иное, как тот же логический разум, но воплощенный в предмете ранее.
Следовательно, противоречие между представлением человека о предмете и реальным предметом Гегель понимает как противоречие между двумя ступенями развития логического разума, действующего в человеческом сознании, то есть противоречие логической идеи с самой собой. Преобразованию сопротивляется ступень логического разума, ранее отчужденная в предмет, которую человек не распознает как опредмеченный ранее собственный логический разум, противопоставленный сознанию продукт сознания. В любом предмете человек распознает только самого себя: только те стороны предмета, которые он превратил в органическое тело своей субъективности.
Согласно Гегелю, история есть не что иное, как сознательная деятельность, цели которой полагаются саморазвивающимся духом, а развитие последнего происходит благодаря имманентным ему законам диалектической логики. И природа, и человеческая история суть «отчуждение» (Entäußerung) духа. При этом природа представляет собой извечное отчуждение духа, то есть не имеет истории, которую имеет «отчуждение» (Entäußerung) в социальной истории и деятельности человеческого рода, «отчуждение» во времени. Развертывающееся во времени развитие признается только за историей человеческого общества. Гегель отождествлял «отчуждение» (Entäußerung) с «вещностью», или предметностью, но при этом резко отделял «отчуждение», то есть предметность в природе, от истории общества.
У Гегеля дух и весь исторический процесс имеет цель вернуться в самотождественный субъект-объект, произвести снятие самого себя, снять свое «отчуждение» во времени. Весь окружающий мир выступает как «отчуждённый дух». Задача развития, по Гегелю, состоит в том, чтобы снять в процессе познания это отчуждение: дух отчуждает себя и лишает себя свободы, чтобы познать себя в инобытии и тем самым преодолеть самоотчуждение, вернуться к себе и обрести абсолютную свободу. Завершающей стадией этого процесса самопознания духа служит философия.
С точки зрения Лукача, Гегель гениально угадал в Entäußerung, Entfrembung фундаментальный факт жизни, исходя из весьма несовершенного понимания политической экономии, и поэтому сделал понятие «отчуждение» центральным понятием своей философии.

### Фейербах
Фейербах усматривал сущность религии в том, что человек отчуждает от себя свою человеческую сущность и переносит ее качества на высшее существо — Бога. Аналогично этому Фейербах понимал философский идеализм Гегеля как отчуждение человеческого разума. Отчуждение было понято им как отчуждение от себя мысленных сущностей, как отклонение от естественного порядка вещей.
Неотчужденное состояние человека он связывал с чувственностью. Фейербах противопоставлял отчуждению непосредственные взаимоотношения человека с человеком.
С точки зрения Лукача, Фейербах исследовал и критически преодолел гегелевскую теорию «отчуждения» только в ее крайних философских выводах. Его критика осталась односторонней, неполной и абстрактной, и он не смог преодолеть ограниченность объекта своей критики, поскольку он не предполагал, что эта концепция порождается действительностью и отражает ее, то есть имеет в конечном итоге не философский, а социальный характер, связанный с капиталистическим обществом.

### Маркс

##### Критика Фейербаха
Маркс считал великим достижением Фейербаха доказательство того, что философия Гегеля есть восстановленная религия. Согласно Фейербаху, в процессе снятия у Гегеля ставится на голову взаимосвязь бытия и сознания, из чего вытекает теоретическое восстановление религии с помощью философии.

Фейербах рассматривает отрицание отрицания только как противоречие философии с самой собой, как философию, утверждающую теологию (трансцендентность и т. д.), после того как она подвергла ее отрицанию, то есть утверждающую теологию вопреки самой себе.
— Маркс К., Энгельс Ф. Соч. 2-е изд. Т. 2. С. 154
С точки зрения Маркса, Фейербах поставил перед собой задачу обосновать первенство бытия над мышлением.

…отрицанию отрицания, утверждающему, что оно есть абсолютно положительное, он противопоставляет покоящееся на самом себе и основывающееся положительно на самом себе положительное.
— К. Маркс, «Экономическо-философские рукописи 1844 года»
Маркс критикует Фейербаха за то, что он рассматривает «отчуждение» как только философскую проблему, отбрасывает идеализм Гегеля весь целиком, включая его диалектику и полагает, что мысль об отчуждении (Entfremdung) и его снятии с самого начала является ложной. Маркс считает, что гегельянство представляет собой верное, но ограниченное буржуазной точкой зрения и потому одностороннее отражение реальности.

…"Феноменология" есть скрытая, еще неясная для самой себя и имеющая мистический вид критика; но поскольку она фиксирует отчуждение человека, — хотя человек выступает в ней только в виде духа, — постольку в ней заложены в скрытом виде все элементы критики, подготовленные и разработанные часто уже в форме, высоко поднимающейся над гегелевской точкой зрения. Отделы о «несчастном сознании», о «честном сознании», о борьбе «благородного и низменного сознания» и т. д. и т. д. содержат в себе — хотя еще в отчужденной форме — критические элементы целых областей, таких, как, например, религия, государство, гражданская жизнь и т. д..
— К. Маркс, «Экономическо-философские рукописи 1844 года»
Маркс критикует точку зрения Фейербаха как одностороннюю, как метафизически материалистическую, как недиалектическую: Фейербах не в состоянии выразить в понятиях диалектическое движение реальности. Он не может, разъясняет Маркс в «Тезисах о Фейербахе», выявить в чувственности ее практическую сторону.

Главный недостаток всего предшествующего материализма — включая и фейербаховский — заключается в том, что предмет, действительность, чувственность берется только в форме объекта, или в форме созерцания, а не как человеческая чувственная деятельность, практика, не субъективно. Отсюда и произошло, что деятельная сторона, в противоположность материализму, развивалась идеализмом, но только абстрактно, так как идеализм, конечно, не знает действительной, чувственной деятельности как таковой. Фейербах хочет иметь дело с чувственными объектами, действительно отличными от мысленных объектов, но самоё человеческую деятельность он берет по как предметную деятельность. Поэтому в «Сущности христианства» он рассматривает как истинно человеческую, только теоретическую деятельность, тогда как практика берется и фиксируется только в грязно-торгашеской форме её проявления. Он не понимает поэтому значения «революционной», «практически-критической» деятельности
— К. Маркс, «Тезисы о Фейербахе»
Энгельс резко критиковал Фейербаха за его односторонность.

«Бытие не есть всеобщее, отделимое от вещей понятие… Бытие есть полагание сущности. Какова моя сущность, таково мое бытие… Уже язык отождествляет бытие и сущность. Только в человеческой жизни, да и то лишь в ненормальных, несчастных случаях, бытие отделяется от сущности; здесь случается, что сущность человека не обретается там, где он сам существует, но именно вследствие этого разделения он уже и в подлинном смысле своей душой не обретается там, где действительно находится его тело. Только там, где Твое сердце, находишься Ты. Но все вещи — за исключением противоестественных случаев — охотно обретаются там, где они есть, и охотно являются тем, что они есть.»
Превосходная апология существующего. За исключением противоестественных случаев, немногих ненормальных случаев, Ты охотно становишься на седьмом году жизни привратником в угольной шахте, по четырнадцати часов проводишь один во-мраке, и раз таково Твое бытие, то такова же и Твоя сущность… Такова уж Твоя «сущность», что Ты должен быть подчинен какой-либо отрасли труда
— Маркс К., Энгельс Ф. Соч. 2-е изд. Т. 2. С. 154.

##### Критика Гегеля
Согласно Ильенкову, Маркс понимал, что особенности взглядов Гегеля нельзя свести к некритически заимствованным из религии, как о них полагал Фейербах.

Дело в том, что гегелевская концепция мышления представляет собою некритическое описание того реального положения вещей, которое складывается на почве узкопрофессиональной формы разделения общественного труда, а именно на почве отделения умственного труда от физического, от непосредственно-практической, чувственно-предметной деятельности, на почве превращения духовно-теоретического труда в особую профессию — в науку. В условиях стихийно развивающегося разделения общественного труда с неизбежностью возникает то своеобразное перевертывание реальных отношений между человеческими индивидами и их собственными коллективными силами, коллективно развиваемыми способностями, то есть всеобщими (общественными) способами деятельности, которое получило в философии наименование отчуждения.
— Эвальд Ильенков, Диалектическая логика, очерк седьмой
Маркс раскрыл социально-экономическую природу отчуждения.

Здесь, в социальной действительности, а вовсе не только в фантазиях религиозных людей и философов-идеалистов всеобщие (коллективно осуществляемые) способы деятельности организуются в виде особых социальных институтов, конституируются в виде профессий, своего рода каст со своими особыми ритуалами, языком, традициями и прочими «имманентными» структурами, имеющими вполне безличный и безликий характер. В итоге не отдельный человеческий индивид оказывается носителем, то есть субъектом той или иной всеобщей способности (деятельной силы), а, наоборот, эта отчужденная и все более отчуждающая себя от него деятельная сила выступает как субъект, извне диктующий каждому индивиду способы и формы его жизнедеятельности. Индивид как таковой превращается тут в раба, в «говорящее орудие» отчужденных всеобщечеловеческих сил и способностей, способов деятельности, персонифицированных в виде денег, капитала и, далее, в виде государства, права, религии и т. д. и т. п. Та же самая судьба постигает здесь и мышление. Оно тоже становится особой профессией, пожизненным уделом профессионалов ученых, профессионалов духовно-теоретического труда. Наука и есть мышление, превращенное в известных условиях в особую профессию. При наличии всеобщего отчуждения мышление только в сфере науки (то есть внутри касты ученых) и достигает высоты и уровня развития, необходимых для общества в целом, и в таком виде действительно противостоит большинству человеческих индивидов. И не только противостоит, но и диктует им, что и как они должны с точки зрения науки делать, что и как им надлежит думать и т. д. и т. п. Ученый, профессионал теоретик вещает им ведь не от своего личного имени, а от имени Науки, от имени Понятия, от имени вполне всеобщей, коллективно-безличной силы, выступая перед остальными людьми как ее доверенный и полномочный представитель. На такой почве и возникают все те специфические иллюзии профессионалов духовно-теоретического труда, которые свое наиболее осознанное выражение обретают именно в философии объективного идеализма — этого самосознания отчужденного мышления.
— Эвальд Ильенков, Диалектическая логика, очерк седьмой

Но было бы крайне поверхностным полагать, будто полемика Маркса с Гегелем начинается лишь в последней части «Экономически-философских рукописей», содержащей критику «Феноменологии». В предыдущих чисто экономических разделах, в которых Гегель совсем не упоминается, содержится принципиальная основа этой полемики и критики — экономическое объяснение реального факта отчуждения (Entfremung).
— Георг Лукач, Молодой Гегель, глава 4, "Отчуждение" ("Entäußerung") как центральное философское понятие "Феноменологии духа"
На основании анализа реальных фактов капиталистической экономики Маркс дает следующее описание отчуждения (Entfremdung), возникающего в самом процессе труда:

…предмет, производимый трудом, его продукт, противостоит труду как некое чуждое существо, как сила, не зависящая от производителя. Продукт труда есть труд, закрепленный в некотором предмете, овеществленный в нем, это есть опредмечивание труда. Осуществление труда есть его опредмечивание. При тех порядках, которые предполагаются политической экономией, это осуществление труда, это его претворение в действительность выступает как выключение рабочего из действительности, опредмечивание выступает как утрата предмета и закабаление предметом, освоение предмета как отчуждение… Все эти следствия уже заключены в том определении, что рабочий относится к продукту своего труда как к чужому предмету.
— Маркс К., Энгельс Ф. Соч. 2-е изд. Т. 42. С. 88
Маркс отделяет отчуждение (Entfremdung) от опредмечивания в труде и предметности. Опредмечивание становится характеристикой труда, отношения практики к предметам, а отчуждение — следствием общественного разделения труда при капитализме, когда так называемый свободный рабочий вынужден работать с непринадлежащими ему средствами производства, которые вместе с продуктами противостоят ему как чуждая, независящая от него сила.

…труд является для рабочего чем-то внешним, не принадлежащим к его сущности; в том, что он в своем труде не утверждает себя, а отрицает, чувствует себя не счастливым, а несчастным, не развивает свободно свою физическую и духовную энергию, а изнуряет свою физическую природу и разрушает свои духовные силы. Поэтому рабочий только вне труда чувствует себя самим собой, а в процессе труда он чувствует себя оторванным от самого себя.
— Маркс К., Энгельс Ф. Соч. 2-е изд. Т. 42. С. 90

То, что присуще животному, становится уделом человека, а человеческое превращается в то, что присуще животному. Правда, еда, питье, половой акт и т. д. тоже суть подлинно человеческие функции. Но в абстракции, отрывающей их от круга прочей человеческой деятельности и превращающей их в последние и единственные конечные цели, они носят животный характер.
— Маркс К., Энгельс Ф. Соч. 2-е изд. Т. 42. С. 91
Объективно продукт труда выступает как чуждый человеку и господствующий над ним предмет, субъективно процесс труда представляет собой самоотчуждение, соответствующее отчуждению (Entfremdung) вещей. Отчуждение (Entfremdung) пронизывает и в субъективном, и в объективном плане все проявления человеческой жизни.

Отчужденный труд человека, отчуждая от него 1) природу, 2) его самого, его собственную деятельную функцию, его жизнедеятельность, тем самым отчуждает от человека род… Во-первых, он отчуждает родовую жизнь и индивидуальную жизнь, а во-вторых, делает индивидуальную жизнь, взятую в ее абстрактной форме, целью родовой жизни, тоже в ее абстрактной и отчужденной форме.
— Маркс К., Энгельс Ф. Соч. 2-е изд. Т. 42. С. 92

Ясно, что такая постановка вопроса об отчуждении (Entfremdung) труда со всеми вытекающими отсюда для общества и человека следствиями могла возникнуть лишь на основе социалистической критики капиталистического общества. Отсюда становится понятным глубокий смысл замечаний Маркса о том, что Гегель стоит на самой вершине классической политической экономии и правильно понимает труд как процесс самопорождения человека, но не понимает негативных сторон труда при капиталистическом обществе, берет труд лишь с его позитивных сторон. Вся философская критика Марксом фундаментальных понятий «Феноменологии» базируется на этом положении: поскольку Гегель не видит отмеченных сторон труда, у него в философском плане не может не возникнуть ложных разделений и ложных объединений идеалистических мистификаций. Раскрытие действительной диалектики труда при капитализме есть основание материалистической критики философии, опирающейся в своем философском осмыслении развития человеческого рода на одностороннее понимание труда.
— Георг Лукач, Молодой Гегель, глава 4, "Отчуждение" ("Entäußerung") как центральное философское понятие "Феноменологии духа"
«Экономическо-философские рукописи» 1844 года представляют собою исследование, результатом которого явилось четкое и окончательное размежевание Маркса с «философией самосознания». Ядро и центр рукописей составляют проблемы связи теории с чувственно-практической деятельностью. С точки зрения Маркса, Гегель видел механизм снятия «отчуждения» (Entäußerung) в мышлении и ставил в своей философии на голову действительные связи и жизненные определенности отчуждения (Entfremdung), сводил отчуждение только к явлениям чистого сознания абстрактного человека, и потому не нашёл реальных путей его ликвидации, так как видел их лишь в теоретической критике. Его философия, целью которой было снятие «отчуждение» (Entäußerung), сама оказалась формой проявления «отчуждения» (Entäußerung).

…философский дух есть не что иное, как отчужденный дух мира, мысленно, то есть абстрактно, постигающий себя внутри своего отчуждения. Логика — деньги духа, спекулятивная, мысленная стоимость человека и природы, их ставшая совершенно равнодушной ко всякой действительной определенности и потому недействительная сущность — отчужденное, а поэтому абстрагирующее от природы и от действительного человека мышление: абстрактное мышление.
— Маркс К., Энгельс Ф. Соч. 2-е изд. Т. 42.
Гегель видит философское мышление как механизм снятия «отчуждения» (Entäußerung), и потому 1) не считает его отчужденным 2) ставит в своей философии на голову действительные связи и жизненные определенности отчуждения (Entfremdung) 3) приходит к отождествлению сущности человека с самосознанием.

Поэтому всякое отчуждение человеческой сущности для него — не что иное, как отчуждение самосознания. Отчуждение самосознания не рассматривается как выражение, как отражающееся в знании и мышлении выражение действительного отчуждения человеческой сущности. Напротив, действительное, являющееся реальным отчуждение есть по своему внутреннему скрытому — и раскрываемому только философией — существу не что иное, как проявление отчуждения подлинной человеческой сущности, самосознания. Поэтому наука, постигающая это, называется феноменологией. Поэтому всякое обратное присвоение отчужденной предметной сущности выступает как включение ее в самосознание: овладевающий своей сущностью человек есть только самосознание, овладевающее предметной сущностью. Поэтому возвращение предмета в самость и есть обратное присвоение предмета
— Маркс К., Энгельс Ф. Соч. 2-е изд. Т. 42.
Согласно гегелевской концепции практическая деятельность, вне и независимо от сознания изменяющая существующий предмет в соответствии с представлением о «истинной сущности» предмета, оказывается способом, которым человеческий дух противопоставляет себе свое представление в виде вне него существующего чувственно-воспринимаемого предмета, и приходит к самосознанию, к осознанию самого себя в качестве субъекта, противоположного объекту, но не отличающегося от последнего по содержанию. С точки зрения Маркса, ложное отождествление человека с самосознанием происходит из ложного понимания общественного отчуждения (Entfremdung).
Эту же причину имеет отождествление отчуждения (Entfremdung) с опредмечиванием в труде, с предметностью. Вместе с тем у Гегеля содержатся гениальные догадки о некоторых особенностях труда в условиях антагонистического общества.

Гегель стоит на точке зрения современной политической экономии. Он рассматривает труд как сущность, как подтверждающую себя сущность человека; он видит только положительную сторону труда, но не отрицательную. Труд есть для-себя-становление человека в рамках отчуждения, или в качестве отчужденного человека. Гегель знает и признает только один вид труда, именно абстрактно-духовный труд. Таким образом, Гегель признает за сущность труда то, что вообще образует сущность философии, а именно — отчуждение знающего себя человека, или мыслящую себя отчужденную науку; он умеет поэтому, в противоположность предшествующей философии, собрать воедино ее отдельные моменты и представить свою философию как философию по преимуществу. То, что другие философы считали при рассмотрении отдельных моментов природы и человеческой жизни моментами самосознания, притом абстрактного самосознания, Гегель считает делом самой философии. Поэтому его наука абсолютна.
— Карл Маркс, Экономическо-философские рукописи 1844 года, Маркс К., Энгельс Ф. Соч. 2-е изд. Т. 42.
В своих экономических размышлениях Маркс, руководствуясь фактами реальной жизни, проводит четкую грань между опредмечиванием в труде и отчуждением (Entfremdung) субъекта и объекта в капиталистической форме труда. Маркс так критикует методологический фундамент «Феноменологии».

В качестве полагаемой и подлежащей снятию сущности отчуждения здесь выступает не то, что человеческая сущность опредмечивается бесчеловечным образом, в противоположность самой себе, а то, что она опредмечивается в отличие от абстрактного мышления и в противоположность к нему. …речь идет о том, чтобы преодолеть предмет сознания. Предметность как таковая считается отчужденным, не соответствующим человеческой сущности (самосознанию) отношением человека. Поэтому обратное присвоение порождаемой как нечто чужое, под категорией отчуждения, предметной сущности человека имеет значение не только снятия отчуждения, но и снятия предметности, то есть человек рассматривается как непредметное, спиритуалистическое существо.
— Маркс К., Энгельс Ф. Соч. 2-е изд. Т. 42. С. 122
Маркс считает, что Гегель ошибочно поставил вопрос об отчуждении и ошибочно его решил, поскольку односторонне понимал капиталистическое общество, а сами эти постановка и решение могут быть поняты как ложные только тогда, когда станет реально возможным снятие капиталистического отчуждения (Entfremdung), то есть социалистическая критика капиталистической экономики.
Говоря кратко, Маркс критикует идеалистическую теорию снятия предметности посредством материалистической теории предметности. Решающее значение при этом имеет тот факт, что Гегель понимает труд как самопорождение человека, человеческого рода. Маркс доказывает, что своим трудом человек активно опредмечивает, преобразует, очеловечивает природный мир, создавая свою особую «человеческую действительность». Мир общества, культуры это в результат опредмечивания, которое выражает активную сторону труда.

Когда действительный, телесный человек, стоящий на прочной, хорошо округленной земле, вбирающий в себя и излучающий из себя все природные силы, полагает благодаря своему отчуждению свои действительные, предметные сущностные силы как чужие предметы, то не полагание есть субъект: им является субъективность предметных сущностных сил, действие которых должно поэтому быть тоже предметным. Предметное существо действует предметным образом, и оно не действовало бы предметным образом, если бы предметное не заключалось в его существенном определении. Оно только потому творит или полагает предметы, что само оно полагается предметами и что оно с самого начала есть природа. Таким образом, дело обстоит не так, что оно в акте полагания переходит от своей «чистой деятельности» к творению предмета, а так, что его предметный продукт только подтверждает его предметную деятельность, его деятельность как деятельность предметного природного существа… Быть предметным, природным, чувственным — это все равно, что иметь вне себя предмет, природу, чувство или быть самому предметом, природой, чувством для какого-нибудь третьего существа… Непредметное существо есть невозможное, нелепое существо [Unwesen]
— Маркс К., Энгельс Ф. Соч. 2-е изд. Т. 42. С. 162
На основе критики гегелевской теории предметности Маркс критикует мистическую основу философии Гегеля — теорию о духе как «носителе» истории.

…этот процесс должен иметь носителя, субъекта; но субъект возникает лишь как результат; поэтому этот результат — знающий себя как абсолютное самосознание субъект — есть бог, абсолютный дух, знающая себя и осуществляющая себя идея. Действительный человек и действительная природа становятся просто предикатами, символами этого скрытого недействительного человека и этой недействительной природы. Поэтому отношение между субъектом и предикатом абсолютно извращено: это — мистический субъект-объект, или перекрывающая объект субъективность, абсолютный субъект как процесс, как отчуждающий себя и возвращающийся к себе из этого отчуждения и в то же время вбирающий его обратно в себя субъект, и субъект как этот процесс; это — чистое, безостановочное кружение в самом себе
— Маркс К., Энгельс Ф. Соч. 2-е изд. Т. 42. С. 170
Реальная история представляется у Гегеля как действие абстрактного-мистического «носителя» и потому история развивается в абстракции и мистически. Во введении к «Критике политической экономии» Маркс анализирует различные взаимосвязанные и взаимодополняющие способы отображения объективной действительности в мысли

Конкретное потому конкретно, что оно есть синтез многих определений, следовательно, единство многообразного. В мышлении оно поэтому выступает как процесс синтеза, как результат, а не как исходный пункт, хотя оно представляет собой действительный исходный пункт и, вследствие этого, также исходный пункт созерцания и представления… Гегель поэтому впал в иллюзию, понимая реальное как результат себя в себе синтезирующего, в себя углубляющегося и из самого себя развивающегося мышления, между тем как метод восхождения от абстрактного к конкретному есть лишь тот способ, при помощи которого мышление усваивает себе конкретное, воспроизводит его как духовно конкретное. Однако это ни в коем случае не есть процесс возникновения самого конкретного
— Маркс К., Энгельс Ф. Соч. 2-е изд. Т. 46, ч. I. С. 37-38.
Маркс считал выработанную Гегелем форму диалектики высшей формой идеалистической диалектики, высшей формой буржуазной философии и окончательным преодоление всех предшествующих форм снятия отчуждения. Поэтому Маркс критикует только ее как высшую форму диалектического снятия.

С другой стороны, по словам Гегеля, здесь имеется в то же время и другой момент, именно — что самосознание в такой же степени сняло и вобрало в себя обратно это отчуждение и эту предметность и, следовательно, в своем инобытии как таковом все же находится у себя. В этом рассуждении мы имеем собранными воедино все иллюзии спекуляции. Во-первых: в своем инобытии как таковом сознание, самосознание находится у себя… В этом заключено, во-первых, то, что сознание, то есть знание как знание, мышление как мышление, выдает себя непосредственно за другое себя самого, за чувственность, действительность, жизнь … Эта сторона заключена здесь постольку, поскольку сознание, трактуемое только как сознание, усматривает предосудительную для себя помеху не в отчужденной предметности, а в предметности как таковой. Во-вторых, здесь заключено то, что поскольку самосознательный человек познал как самоотчуждение и снял духовный мир — ила всеобщее духовное бытие своего мира, он все же снова утверждает его в этом отчужденном виде, выдает его за свое истинное бытие, восстанавливает его, уверяет, что он в своем инобытии как таковом находится у самого себя; следовательно, после снятия, например, религии, после признания в религии продукта самоотчуждения он все же считает себя подтвержденным в религии как религии. Здесь заключается корень ложного позитивизма Гегеля, или его лишь мнимого критицизма,- то, что Фейербах называет полаганием, отрицанием и восстановлением религии или теологии, но что следует рассматривать в более общем виде. Таким образом, разум находится у самого себя в неразумии как неразумии. Человек, понявший, что в праве, политике и т. д. он ведет отчужденную жизнь, ведет в этой отчужденной жизни как таковой свою истинную человеческую жизнь. Таким образом, истинным знанием и истинной жизнью оказывается самополагание, самоутверждение в противоречии с самим собой, в противоречии как с знанием, так и с сущностью предмета.
Таким образом, теперь не может уже быть и речи о том, что Гегель просто приспосабливался к религии, к государству и т. д., так как эта ложь есть ложь его принципа.
— Маркс К., Энгельс Ф. Соч. 2-е изд. Т. 42. С. 165-166.
До Маркса социалистическая критика обнаружила способ существования «отчуждения» в самой форме, которую труд имеет при капитализме, когда человек зависит от результатов деятельности предыдущих поколений человечества, которые он осваивает и включает в свою деятельность в результате распредмечивания.

Рабочий становится тем беднее, чем больше богатства он производит, чем больше растут мощь и размеры его продукции. Рабочий становится тем более дешевым товаром, чем больше товаров он создает. В прямом соответствии с ростом стоимости мира вещей растет обесценение человеческого мира. Труд производит не только товары: он производит самого себя и рабочего как товар, притом в той самой пропорции, в которой он производит вообще товары.
Этот факт выражает лишь следующее: предмет, производимый трудом, его продукт, противостоит труду как некое чуждое существо, как сила, не зависящая от производителя. Продукт труда есть труд, закрепленный в некотором предмете, овеществленный в нем, это есть опредмечивание труда. Осуществление труда есть его опредмечивание. При тех порядках, которые предполагаются политической экономией, это осуществление труда, это его претворение в действительность выступает как выключение рабочего из действительности, опредмечивание выступает как утрата предмета и закабаление предметом, освоение предмета — как отчуждение.
Осуществление труда выступает как выключение из действительности до такой степени, что рабочий выключается из действительности вплоть до голодной смерти. Опредмечивание выступает как утрата предмета до такой степени, что у рабочего отнимают самые необходимые предметы, необходимые не только для жизни, но и для работы.
— К. Маркс. Экономико-философские рукописи 1844 года, ПСС изд. 2 т.42
Маркс философски обобщает эту критику для критики гегельянской концепции «отчуждения», согласно которой сознание в своем инобытии находится «у себя». Например, левогегельянская интерпретация гегелевской философии состояла в том, что абсолютный дух был прежде всего истолкован как саморазвивающийся дух народа. Противоречие между теоретическим отношением к миру этого духа, реализующимся в философии, и практическим отношением его к тому же миру, находящим свою реализацию в воле народа, продолжало пониматься и у них как противоречие внутри «народного духа», внутри духовной субстанции исторического развития. Предметность для левогегельянца это внешняя форма проявления отношения индивида к индивиду, отношение всеобщей воли к себе самой, отношение внутри саморазвивающейся духовной субстанции. Маркс следующим образом критиковал левогегельянца Бруно Бауэра.

Врагами прогресса, вне массы, являются как раз получившие самостоятельное существование, наделенные собственной жизнью продукты самоунижения, самоотвержения и самоотчуждения массы. Поэтому масса, восставая против самостоятельно существующих продуктов ее самоуничижения, восстает тем самым против своего собственного недостатка, подобно тому как человек, выступая против существования бога, тем самым выступает против своей собственной религиозности. Но так как эти практические результаты самоотчуждения массы существуют в действительном мире внешним образом, то масса вынуждена бороться с ними также и внешним образом. Она отнюдь не может считать эти продукты своего самоотчуждения только идеальными фантасмагориями, простыми отчуждениями самосознания, и не может желать уничтожить материальное отчуждение при помощи чисто внутреннего спиритуалистического действия. Уже газета Лустало 1789 г. имела девизом:
«Великие кажутся нам великими лишь потому,
Что мы сами стоим на коленях.
Поднимемся!»
Но чтобы подняться, недостаточно сделать это в мысли, оставляя висеть над действительной, чувственной головой действительное, чувственное ярмо, которого не сбросишь с себя никакими идеями. А между тем абсолютная критика Бруно Бауэра научилась из «Феноменологии» Гегеля, по крайней мере, одному искусству — превращать реальные, объективные, вне меня существующие цепи в исключительно идеальные, исключительно субъективные, исключительно во мне существующие цепи и поэтому все внешние, чувственные битвы превращать в битвы чистых идей.
— К. Маркс, "Святое семейство", Маркс К., Энгельс Ф. Соч. 2-е изд. Т. 2. С. 90

##### Снятие отчуждения у Маркса
Маркс вслед за Гегелем отказался считать отчуждение неизбежным и естественным явлением и объяснил его как историческое уже с материалистической точки зрения, опираясь на социалистическую критику труда при капитализме. Он уделил анализу отчуждения большое внимание в «Экономическо-философских рукописях 1844 года». В своих выводах Маркс исходит из того, что отчуждение выражает не естественный порядок вещей, не слабость человеческого познания, а реально существующие противоречия определённой ступени развития общества, которые в свою очередь порождены общественным разделением труда и связаны с отношениями собственности.
С точки зрения Маркса именно в таких условиях продукты деятельности отчуждаются от индивидов, выходят из-под власти индивидов и целых социальных групп, будучи их порождениями, начинают как будто бы вести независимое существование и выступают как навязанные либо другими людьми, либо сверхъестественными силами. В условиях господства частной собственности наемному рабочему не принадлежит не только результат как опредмеченный труд, но и сам процесс труда. Происходит отчуждение человека от труда. Также происходит отчуждение человека от человека и от его родовой жизни, превращающейся из самоцели в средство. Более того, труд становится процессом самоотрицания человека, способом выключения его из жизни. Отчуждение совпадает с самоотчуждением, отчуждением от себя.
Маркс выделял 4 вида отчуждения:
- от процесса труда
- от продукта труда
- от других людей
- от человеческого в себе

В чем же заключается отчуждение труда?
Во-первых, в том, что труд является для рабочего чем-то внешним, не принадлежащим к его сущности; в том, что он в своем труде не утверждает себя, а отрицает, чувствует себя не счастливым, а несчастным, не развивает свободно свою физическую и духовную энергию, а изнуряет свою физическую природу и разрушает свои духовные силы. Поэтому рабочий только вне труда чувствует себя самим собой, а в процессе труда он чувствует себя оторванным от самого себя. У себя он тогда, когда он не работает; а когда он работает, он уже не у себя. В силу этого труд его не добровольный, а вынужденный; это — принудительный труд. Это не удовлетворение потребности в труде, а только средство для удовлетворения всяких других потребностей, но не потребности в труде. Отчужденность труда ясно сказывается в том, что, как только прекращается физическое или иное принуждение к труду, от труда бегут, как от чумы. Внешний труд, труд, в процессе которого человек себя отчуждает, есть принесение себя в жертву, самоистязание. И, наконец, внешний характер труда проявляется для рабочего в том, что этот труд принадлежит не ему, а другому, и сам он в процессе труда принадлежит не себе, а другому. Подобно тому как в религии самодеятельность человеческой фантазии, человеческого мозга и человеческого сердца воздействует на индивидуума независимо от него самого, то есть в качестве какой-то чужой деятельности, божественной или дьявольской, так и деятельность рабочего не есть его самодеятельность. Она принадлежит другому, она есть утрата рабочим самого себя.
В результате получается такое положение, что человек (рабочий) чувствует себя свободно действующим только при выполнении своих животных функций — при еде, питье, в половом акте, в лучшем случае еще расположась у себя в жилище, украшая себя и т. д., — а в своих человеческих функциях он чувствует себя только лишь животным. То, что присуще животному, становится уделом человека, а человеческое превращается в то, что присуще животному.
Правда, еда, питье, половой акт и т. д. тоже суть подлинно человеческие функции. Но в абстракции, отрывающей их от круга прочей человеческой деятельности и превращающей их в последние и единственные конечные цели, они носят животный характер.
— К. Маркс. Экономико-философские рукописи 1844 года
Рабочему для существования необходимо работать на капиталиста, имеющего в собственности средства производства. Произведённый работником продукт отчуждается в пользу собственника средств производства, и вследствие этого представляет собой чуждый, отчужденный от работника. Иными словами, рабочая сила, человеческие способности и умения, превращаются в обыкновенный товар, а продукты использования этого товара (труда) продаются самому этому человеку за заработную плату. К. Маркс рассматривал работника в капиталистическом обществе, как превращённого в «деталь» огромного машинного механизма, в «придаток» вследствие развития машинного производства и соответствующего уровня разделения труда.

Природа не строит ни машин, ни локомотивов, ни железных дорог, ни электрического телеграфа, ни сельфакторов, и т. д. Все это — продукты человеческого труда, природный материал, превращенный в органы человеческой воли, властвующей над природой, или человеческой деятельности в природе. Все это — созданные человеческой рукой органы человеческого мозга…
— К. Маркс. Экономические рукописи 1857—1859 годов
Отчуждение продуктов труда от рабочего, таким образом, можно в качестве примера рассматривать подобно отчуждению его органов тела, которые с этого момента становятся органами тела другого человека, нанимателя, противостоящего рабочему по своим интересам.
Отчуждение как факт действительности рассматривается и в процессе отделения продукта труда, и в самой производственной деятельности, и в отношении работника к самому себе и к другим людям. Для Маркса отчуждение — это также причина потери рабочим смысла существования в эпоху капитализма. Человек перестает видеть для себя ценность в процессе труда и продуктах труда, составляющих воплощение его собственной человеческой сущности и сущности других людей, и, соответственно, перестает видеть ценность в себе и других людях.

Непосредственным следствием того, что человек отчужден от продукта своего труда, от своей жизнедеятельности, от своей родовой сущности, является отчуждение человека от человека. Когда человек противостоит самому себе, то ему противостоит другой человек. То, что можно сказать об отношении человека к своему труду, к продукту своего труда и к самому себе, то же можно сказать и об отношении человека к другому человеку, а также к труду и к предмету труда другого человека.
— К. Маркс. Экономическо-философские рукописи 1844 года
При помощи понятия отчуждения Маркс характеризует систему капиталистических отношений и положение пролетариата. Признание отчуждения труда в качестве основы всех других отчужденных от человека форм, в том числе и идеологических, дало возможность понимать искажённое, ложное сознание как результат противоречий реальной общественной жизни, без привлечения сверхъестественных объяснений (см. первородный грех, майя). Это установило зависимость теории от практики, и стало основой, во-первых, для пересмотра философии Гегеля, во-вторых, для ликвидации отчуждения путём практического переустройства общества.
Позднее Маркс показал ключевую роль разделения труда и раскрыл природу товарного фетишизма как объективных оснований отчуждения. Его не покидало убеждение в возможности преодолеть, «снять» всякое отчуждение путем ликвидации частной собственности и замены ее общественной. Частная собственность выступает как продукт отчужденного труда и в то же время как основа отчуждения. Борьба пролетариата против частной собственности и есть борьба против отчуждения, за свободу всего человечества.
На этой основе отчужденный труд мог бы стать в свободной самореализацией сил человека, который становится универсально развитым и живущим в гармоничном единстве с др. людьми и с природой. Это «завершенный гуманизм» как ядро коммунистического идеала. Коммунизм есть положительное упразднение частной собственности, возвращающее человеку его человеческую сущность, преодолевающее разорванность человека. Используя терминологию Л.Фейербаха, Маркс говорил о коммунизме как завершенном натурализме, равном гуманизму, и как о завершенном гуманизме, равном натурализму. Коммунизм предстает как решение загадки истории.
Согласно Марксу, процесс упразднения отчуждения отнюдь не прямолинеен, не однообразен. Его исходный пункт составляет непосредственное отрицание частной собственности, то есть «грубый» или «казарменный» коммунизм, который «есть только форма проявления гнусности частной собственности, желающей утвердить себя в качестве положительной общности» (Соч., т. 42, с. 116).

#### Опредмечивание
В своей критике Гегеля Маркс отделяет понятие опредмечивания от понятия отчуждения, показывая их связь. Опредмечивание — процесс, в котором человеческие способности переходят в предмет и воплощаются в нём, благодаря чему предмет становится «человеческим предметом». Деятельность опредмечивается не только во внешнем результате, но и в качествах самого субъекта: изменяя мир, человек изменяет самого себя.

…человек производит лишь ради того, чтобы иметь для себя; предмет его производства есть опредмечивание его непосредственной, своекорыстной потребности.
…
Каждый из нас видит в своем продукте лишь свою собственную опредмеченную корысть и, следовательно, в продукте другого — иную, независимую от него, чуждую опредмеченную корысть.
…
Предположим, что мы производили бы как люди. В таком случае каждый из нас в процессе своего производства двояким образом утверждал бы и самого себя и другого: 1) Я в моем производстве опредмечивал бы мою индивидуальность, ее своеобразие, и поэтому во время деятельности я наслаждался бы индивидуальным проявлением жизни, а в созерцании от произведенного предмета испытывал бы индивидуальную радость от сознания того, что моя личность выступает как предметная, чувственно созерцаемая и потому находящаяся вне всяких сомнений сила. 2) В твоем пользовании моим продуктом или твоем потреблении его я бы непосредственно испытывал сознание того, что моим трудом удовлетворена человеческая потребность, следовательно, опредмечена человеческая сущность, и что поэтому создан предмет, соответствующий потребности другого человеческого существа. 3) Я был бы для тебя посредником между тобою и родом и сознавался бы и воспринимался бы тобою как дополнение твоей собственной сущности, как неотъемлемая часть тебя самого, — и тем самым я сознавал бы самого себя утверждаемым в твоем мышлении и в твоей любви. 4) В моем индивидуальном проявлении жизни я непосредственно создавал бы твое жизненное проявление, и, следовательно, в моей индивидуальной деятельности я непосредственно утверждал бы и осуществлял бы мою истинную сущность, мою человеческую, мою общественную сущность.
Наше производство было бы в такой же мере и зеркалом, отражающим нашу сущность.
— К. Маркс. Конспект книги Джеймса Милля «Основы политической экономии», ПСС изд. 2 т.42, 1844

#### Распредмечивание
С понятием опредмечивания тесно связано понятие распредмечивания. Распредмечивание — процесс, в котором свойства, сущность, «логика предмета» становятся достоянием человека, его способностей, благодаря чему последние развиваются и наполняются предметным содержанием. Человек распредмечивает как формы прошлой культуры, так и природные явления, которые он тем самым включает в свой общественный мир. Опредмечивание и распредмечивание раскрывают внутреннюю динамику материальной и духовной культуры человека, существующего только в процессе непрерывного созидания и труда. Эти понятия также использованы в философии Гегеля в той мере, в какой он «ухватывает сущность труда» (Маркс). Однако Гегель выводил трудовую деятельность человека из абстрактно-духовного труда абстрактного человека (гегельянца), чистого мышления и потому отождествлял опредмечивание с отчуждением. У Гегеля весь объективный мир выступает как «отчуждённый дух», который человек должен вновь усвоить.

Величие гегелевской «Феноменологии» и ее конечного результата — диалектики отрицательности как движущего и порождающего принципа — заключается, следовательно, в том, что Гегель рассматривает самопорождение человека как процесс, рассматривает опредмечивание как распредмечивание, как отчуждение и снятие этого отчуждения, в том, что он, стало быть, ухватывает сущность труда и понимает предметного человека, истинного, потому что действительного, человека как результат его собственного труда. Действительное, деятельное отношение человека к себе как к родовому существу, или проявление им себя на деле как действительного родового существа, то есть как человеческого существа, возможно только тем путем, что человек действительно извлекает из себя все свои родовые силы (что опять-таки возможно лишь посредством совокупной деятельности человечества, лишь как результат истории) и относится к ним как к предметам, а это опять-таки возможно сперва только в форме отчуждения
…
Суть дела в том, что предмет сознания есть по Гегелю не что иное, как самосознание, или что предмет есть лишь опредмеченное самосознание, самосознание как предмет (приравнивание человека к самосознанию).
Поэтому речь идет о том, чтобы преодолеть предмет сознания. Предметность как таковая считается отчужденным, не соответствующим человеческой сущности (самосознанию) отношением человека. Поэтому обратное присвоение порождаемой как нечто чужое, под категорией отчуждения, предметной сущности человека имеет значение не только снятия отчуждения, но и снятия предметности, то есть человек рассматривается как непредметное, спиритуалистическое существо
…
К пункту первому: формальное и абстрактное понимание акта самопорождения или самоопредмечивания человека.
Так как Гегель приравнивает человека к самосознанию, то отчужденный предмет человека, его отчужденная сущностная действительность есть не что иное, как сознание отчуждения, всего лишь мысль об отчуждении, его абстрактное и потому бессодержательное и недействительное выражение — отрицание. Поэтому и снятие отчуждения есть тоже не что иное, как абстрактное, бессодержательное снятие этой бессодержательной абстракции — отрицание отрицания. Поэтому содержательная, живая, чувственная, конкретная деятельность самоопредмечивания становится всего лишь абстракцией этой деятельности — абсолютной отрицательностью, абстракцией, которая в свою очередь фиксируется как таковая и мыслится как самостоятельная деятельность, как просто деятельность. Так как эта так называемая отрицательность есть не что иное, как абстрактная, бессодержательная форма вышеуказанного действительного живого акта, то и содержание ее может быть только формальным, полученным путем абстрагирования от всякого содержания. Поэтому это — всеобщие, абстрактные, присущие всякому содержанию и вследствие этого одновременно и безразличные ко всякому содержанию и именно потому имеющие силу для всякого содержания формы абстракции, формы мышления, логические категории, оторванные от действительного духа и от действительной природы.
— К. Маркс. Экономико-философские рукописи 1844 года, ПСС изд. 2 т.42

#### Овеществление
Особой формой опредмечивания, свойственной товарному производству, является овеществление. Овеществление, реификация — введённое К.Марксом философско-социологическое понятие, обозначающее форму социальных отношений, при которой отношения между людьми принимают видимость отношений между вещами.
В отличие от опредмечивания, оно свойственно только современному товарному производству. Термин отражает превращение социальных отношений из личных, персональных, искренних в вещные (в отношения вещей), в чисто ролевые, то есть отношения между людьми принимают видимость отношений между вещами, функциями, инструментами, как, например, обожествление личности правителя, то есть сведение личности человека к набору его функций. Овеществление порождает обезличение, деперсонификацию человека, а также наделение свойствами субъекта (персонификация) вещей (например, компьютера — мышлением).
Одно из проявлений овеществления — фетишизм предметных форм: товаров, денег, религиозных, юридических и т. п. символов, языка и т. д.. Фетишизм — это отождествление социальных функций предмета с его естественными свойствами.
В «Капитале» фетишизм становится ведущей характеристикой буржуазного способа производства, соединяя в себе два альтернативных процесса — овеществление общественных отношений и персонификацию вещей. Развитие фетишизма (от фетишизма товара через фетишизм денег к фетишизму капитала) показывает, что буржуазный способ производства неразрывно связан с фетишизацией самих механизмов социальных отношений. При овеществлении деятельность человека становится производной, а он выступает не как человек и личность во всем многообразии, а лишь как исполнитель готовой роли, как функциональное средство производства вещей. Фетишизм проявляется и в тех ценностях, которым отдает предпочтение человек, в мотивации на престижное потребление, на приобщенность к миру богатства и власти.

Сам человек, рассматриваемый просто как наличное бытие рабочей силы, есть предмет природы, вещь, хотя и живая, сознающая себя вещь, и сам труд есть веское выражение этой силы
— К. Маркс. Капитал. Критика политической экономии. Том первый. К. Маркс, Ф. Энгельс, Собр. соч., изд. 2, т. 23, с. 213–214.

Там, где… видели отношение вещей (обмен товара на товар), там Маркс вскрыл отношение между людьми.
— В. И. Ленин. Три источника и три составных части марксизма. ПСС, изд. 5, т. 23, с. 45
В дальнейшем Маркс вычленяет в «Капитале» различные аспекты отчуждения для анализа капитализма. Как отмечал М. Хайдеггер в одной из своих публикаций: «поскольку Маркс, осмысливая отчуждение, проникает в сущностное измерение истории, постольку марксистский взгляд на историю превосходит другие исторические теории» («Письмо о гуманизме»).

### Эрих Фромм
Видный представитель гуманистического психоанализа Эрих Фромм считал отчуждение главным фактором современного ему капиталистического общества, а потому предлагал шаги по преодолению отчуждения, трансформации капитализма в сторону социализма.

Отчуждение, каким мы видим его в современном обществе, носит почти всеобщий характер; оно пронизывает отношение человека к своей работе, к потребляемым им вещам, к государству, к своим ближним и к самому себе. Человек создал мир рукотворных вещей, какого никогда не существовало прежде. Он разработал сложное общественное устройство, чтобы управлять созданным им техническим механизмом. Однако все созданное им возвышается и главенствует над ним. Он чувствует себя не творцом и высшей руководящей инстанцией, а слугой Голема, сделанного его руками. Чем могущественнее и грандиознее высвобождаемые им силы, тем более бессильным он чувствует себя как человеческое существо. Он противостоит себе и своим собственным силам, воплощенным в созданных им вещах и отчужденным от него. Он больше не принадлежит себе, а находится во власти собственного творения. Он соорудил золотого тельца и говорит: «Вот ваши боги, которые вывели вас из Египта».
— Э. Фромм. Здоровое общество (1955)